# 九龍仔
九龍仔（坊間亦作Kowloon Chai）是位於香港九龍塘以東的一個高尚住宅區，現時範圍東至聯合道與九龍城連接，東北至富安街與黃大仙區樂富連接，西至窩打老道與九龍塘連接，北至聯合道與獅子山郊野公園連接，南至界限街與馬頭圍連接。
九龍仔山在啟德機場尚在運作時爲引導飛機降落之用，因而又名格仔山，為航空界聞名；而九龍仔公園則為區內居民提供休憩場地。

## 歷史、地理沿革

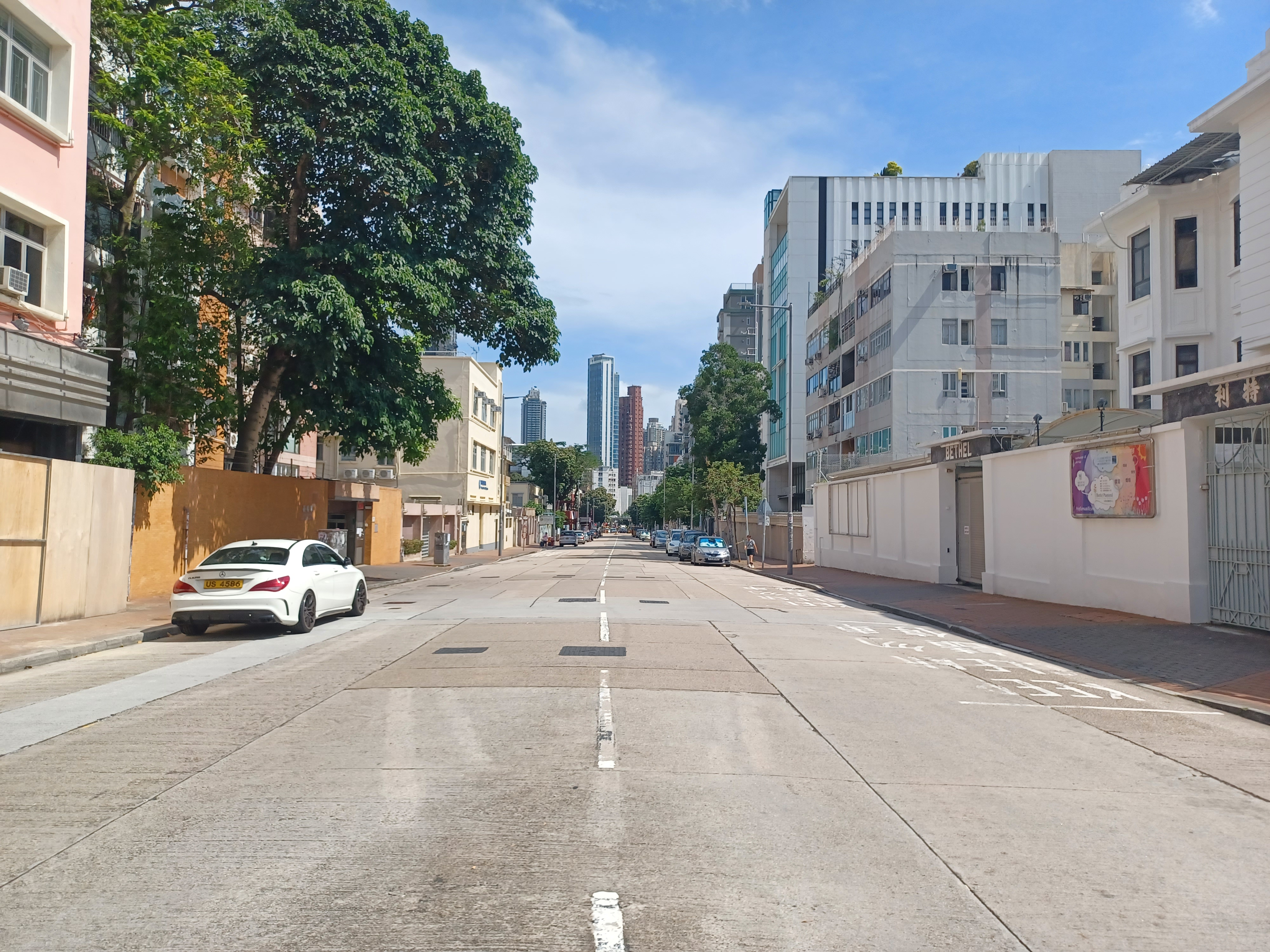
嘉林邊道的住宅

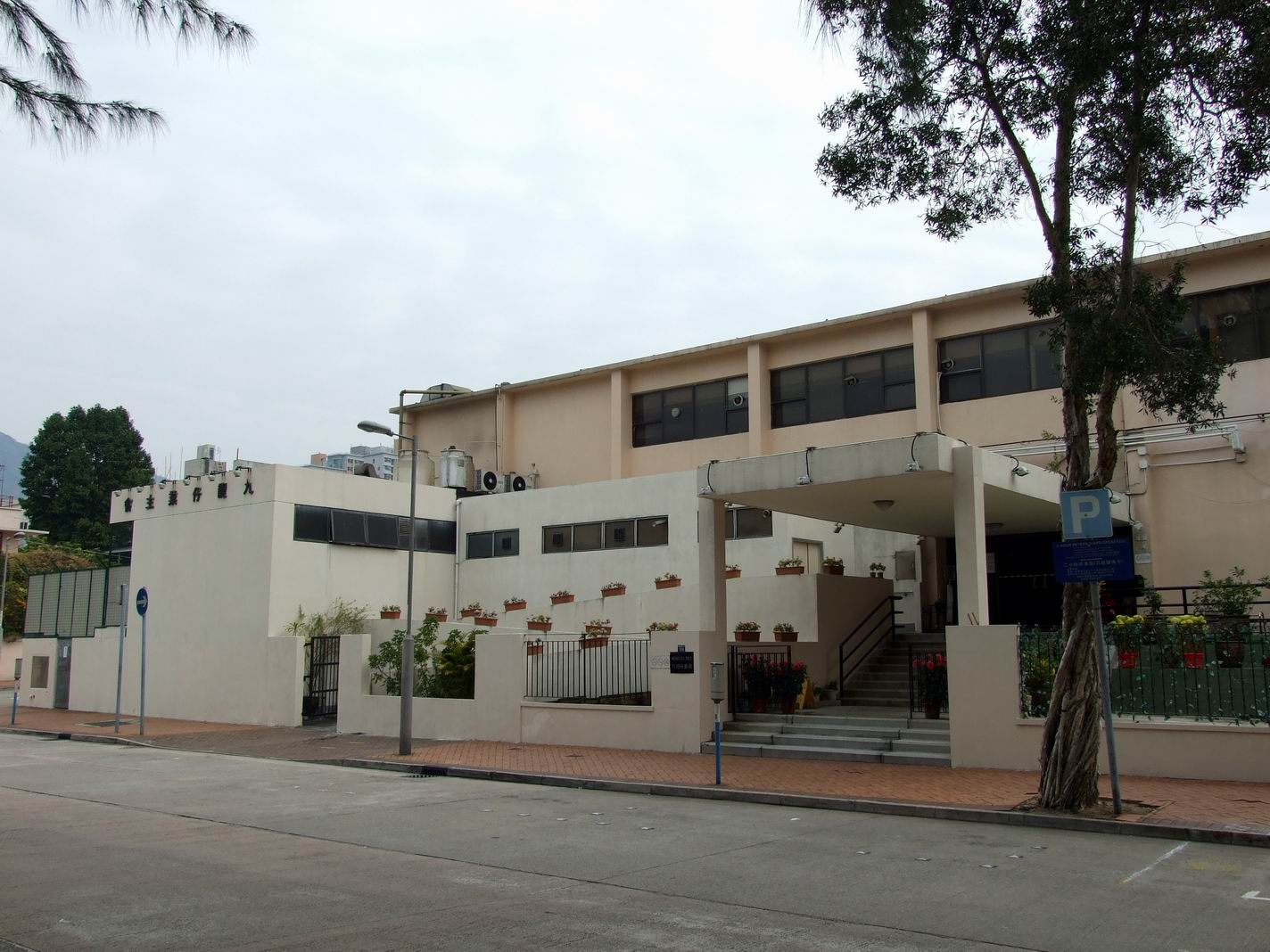
位於劍橋道的「九龍仔業主會」

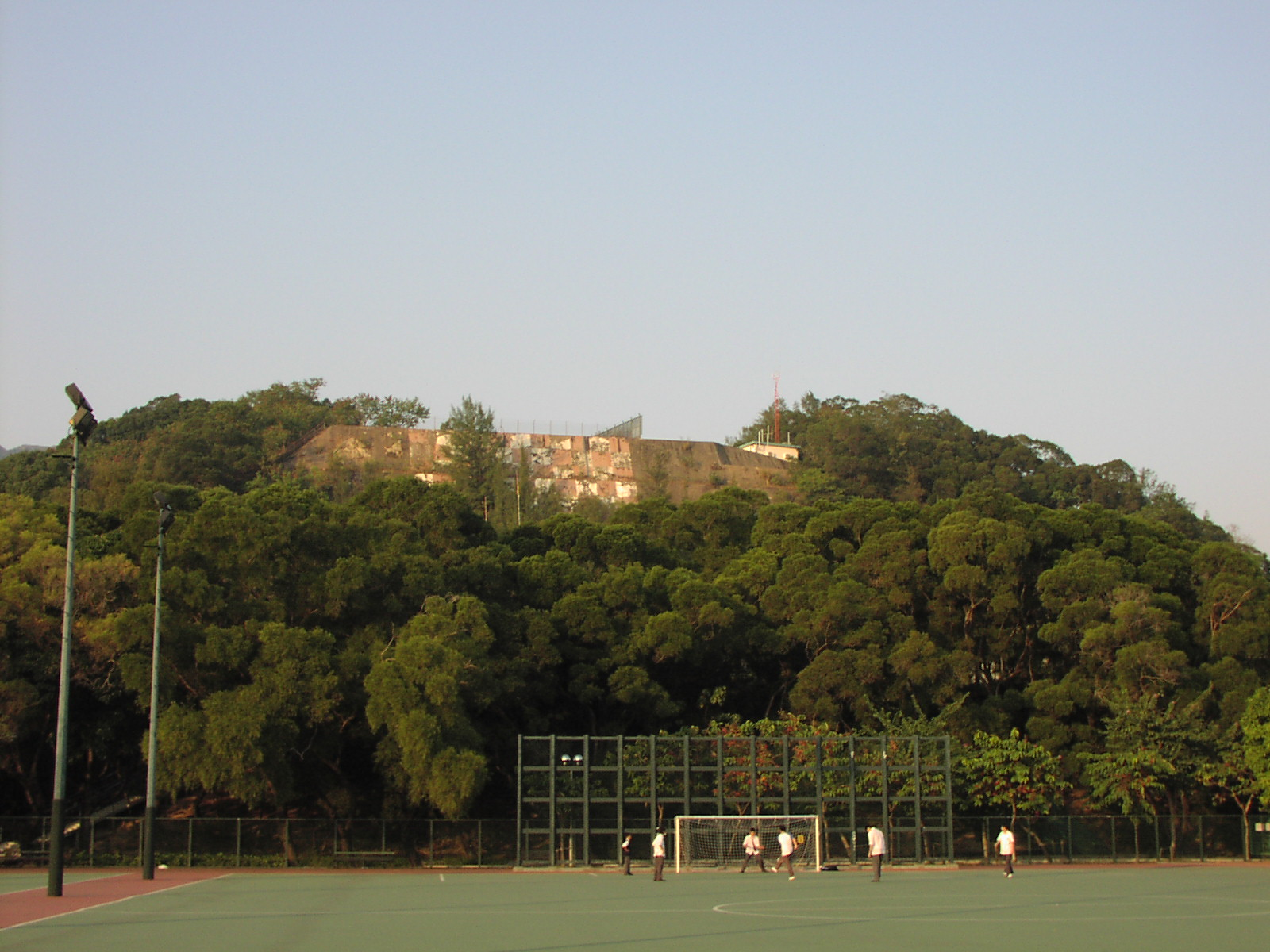
位於九龍仔公園附近的格仔山是引領航機降落啟德機場的導航設施

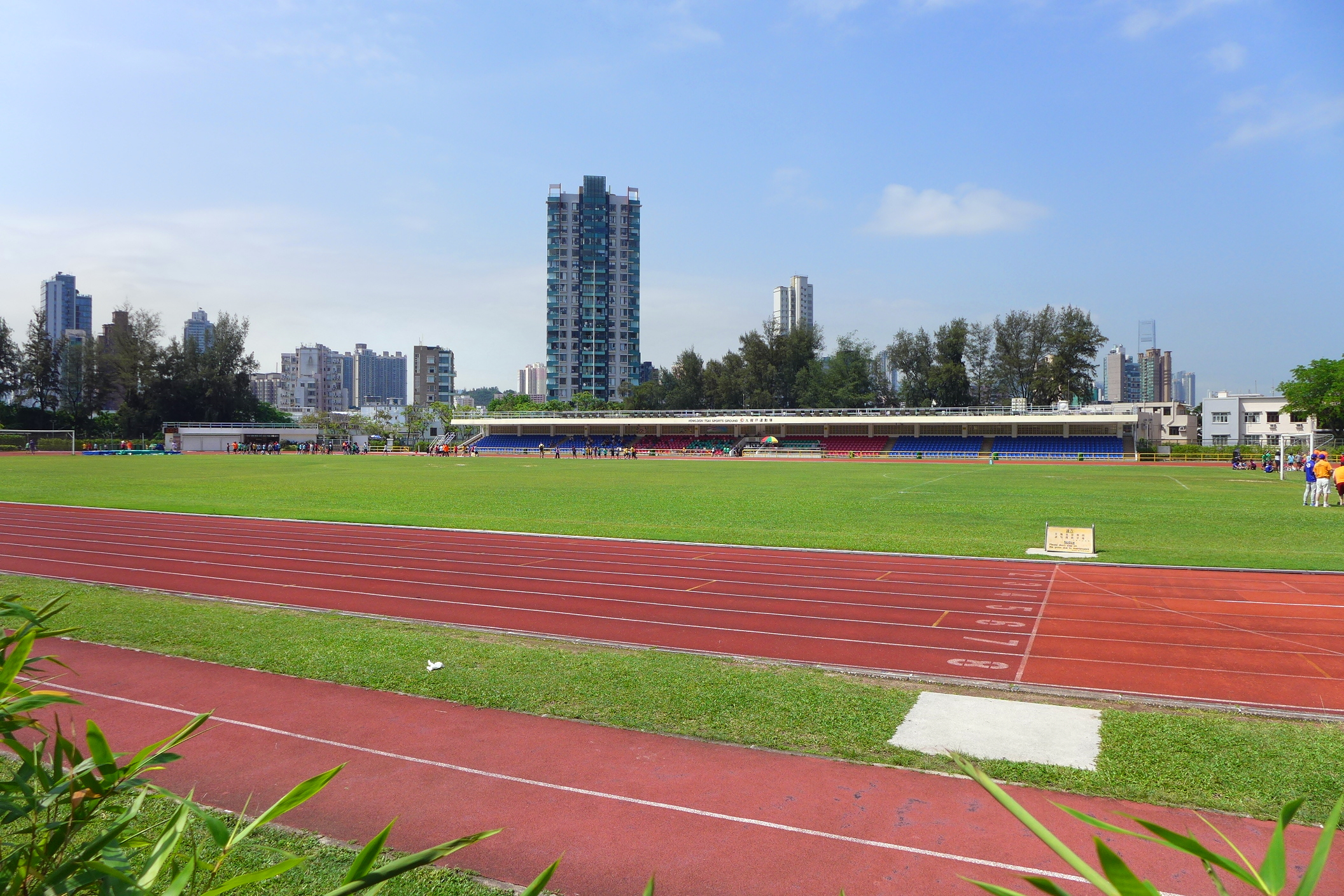
九龍仔運動場

九龍仔一名源於昔日一條位於現今窩打老道與蘭開夏道交界的村落，稱為九龍仔村（Kowloon Tsai Village）。在清代嘉慶二十四年（1819年）《新安縣志》中，已記載九龍仔屬於官富司管屬的村莊之一。九龍仔村為一條客家村落，分為上圍和下圍，共約百間屋舍。村民主要以耕作為生，有超過10戶吳姓人家，源自新安南頭吳屋村（現今深圳南山南園村）。九龍仔村有一座天后廟，在1900年、1910年和1920年，九龍仔村與九龍塘村和蘇屋村一起舉起太平清醮活動。1911年，九龍仔有華人人口285人。
九龍塘原本只是一條位於九龍仔西南面（今警察體育遊樂會一帶）的客家村落。1920年代，「九龍塘花園城市」在九龍仔村對開大興土木，令廣九鐵路以東的一片土地亦開始被稱為九龍塘。1929年，政府宣佈於1931年清拆九龍仔村，以發展新式住宅區。清拆限期前，曹善允等街坊領袖曾協助村民向政府交涉但不果，村民只能領取低微賠償遷走。九龍仔村清拆後，九龍仔一詞可通稱為窩打老道至九龍城之間，以及在九龍仔山下的谷地。在戰前（即1930年代末），首先作高尚住宅發展的是蘭開夏道以南土地，蘭開夏道以北土地亦在戰後相繼展開。另一方面，戰後來港的難民在石硤尾和九廣鐵路之間的谷地農田搭建木屋，成為一大片九龍仔木屋區（現今大坑東邨、大坑西邨及南山邨一帶），令九龍仔範圍擴展至九廣鐵路以西。不過自從1970年代末香港地鐵通車和九龍塘站和石硤尾站啟用，加上大部份木屋區已被清拆重建，只有較年長的居民和成立多年的組織仍然稱呼當地為九龍仔，例如大坑東的福德古廟仍由九龍仔福德堂有限公司管理，「深水埗南山區九龍仔大坑東西又一邨潮僑盂蘭勝會」亦曾在大坑東公園內舉行。現今「九龍仔」一名已回復至指九龍仔公園周邊一帶的範圍。

## 格仔山
九龍仔有一座原名爲九龍仔山（Kowloon Tsai Hill）的山丘，1950年代啟德機場進行跑道延長工程，因九龍仔山位於「13跑道」降落航道下方，故塗上紅白相間方格圖案以引導機師。由於該巨型棋盤狀方格圖案十分醒目，遂成爲當地地標，而當地居民亦開始稱呼九龍仔山爲格仔山（Checkerboard Hill）。

## 教育機構
| - 香港浸會大學逸夫校園及浸會大學道校園 | - 伯特利神學院 |

### 中學

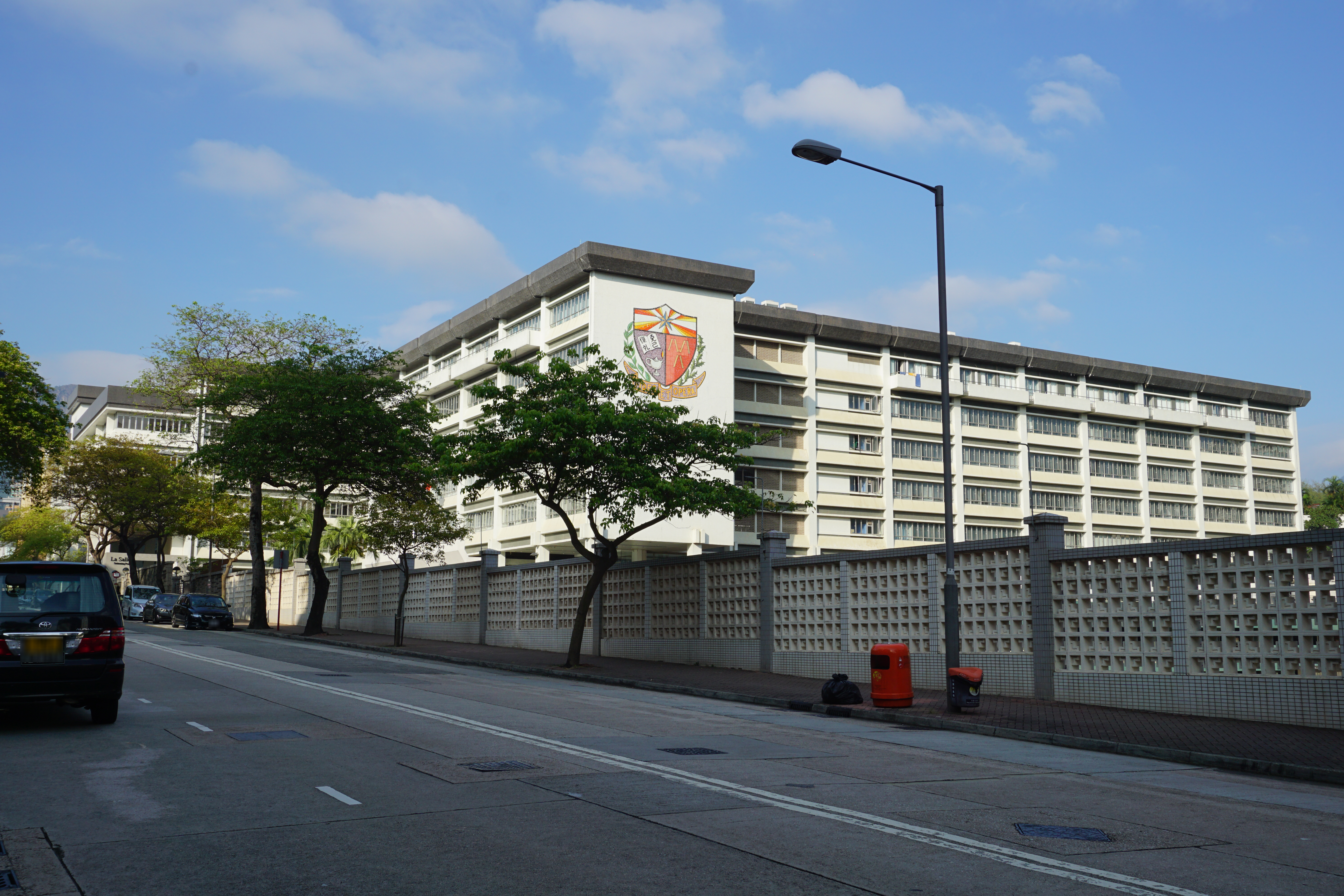
喇沙書院

| - 喇沙書院 - 瑪利諾修院學校 - 民生書院 - 何明華會督銀禧中學 - 賽馬會官立中學 - 東華三院黃笏南中學 | - 禮賢會彭學高紀念中學 - 香港兆基創意書院 - 嘉諾撒聖家書院 - 香港培道中學 - 藝術與科技教育中心 |

### 小學

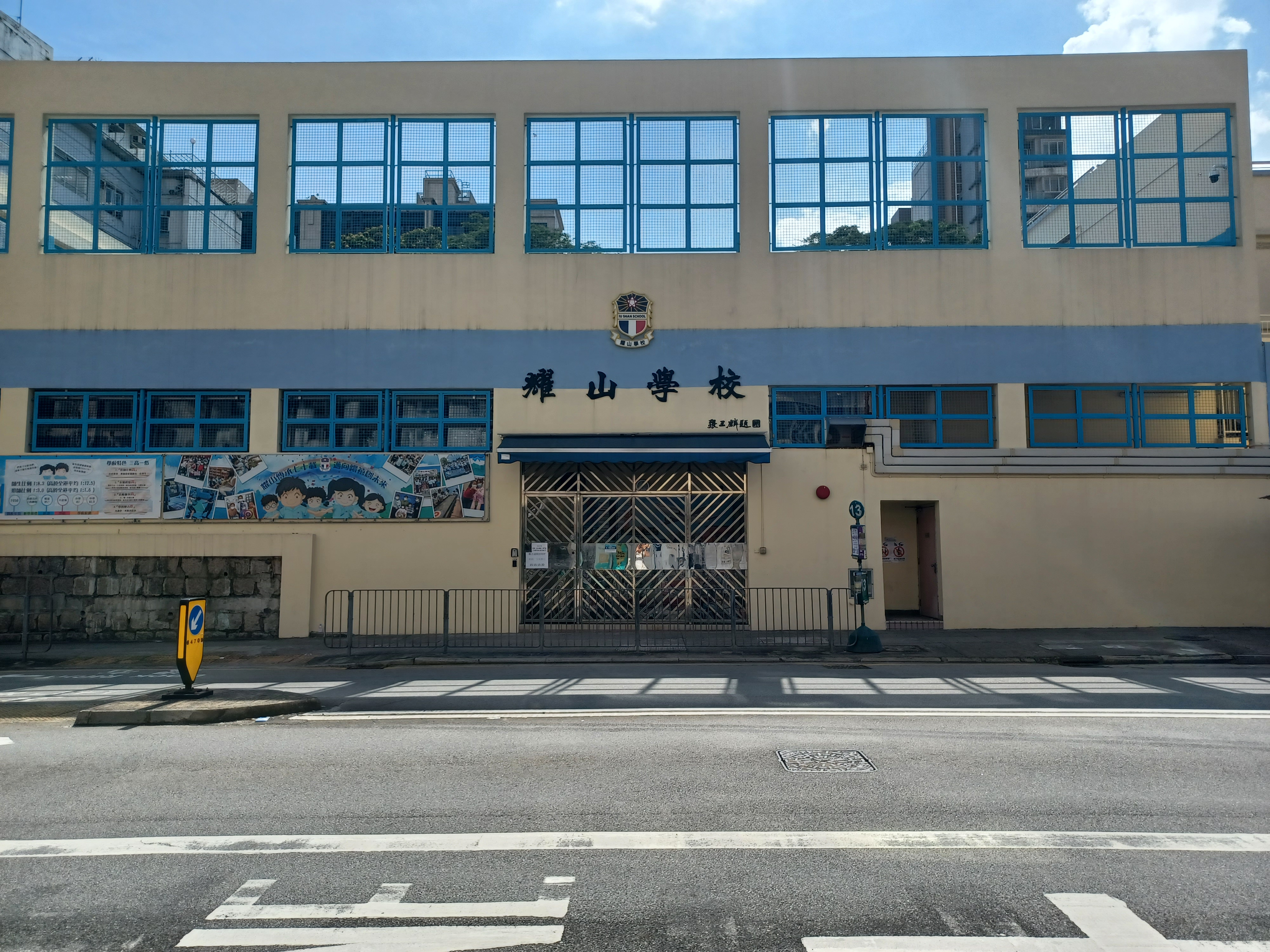
耀山學校

| - 喇沙小學 - 瑪利諾修院學校小學部 - 拔萃男書院附屬小學 - 九龍塘宣道小學 - 中華基督教會基華小學 (九龍塘) | - 啟思小學 - 聖若望英文書院 (小學部) - 九龍塘天主教華德學校 - 耀山學校 |

### 特殊學校
- 天保民學校

## 其他地點
- 九龍仔游泳池
- 九龍仔公園
- 聯合道公園
- 聯校運動中心
- 牛津道遊樂場
- 九龍東軍營

## 交通

### 主要交通幹道
- 窩打老道
- 聯合道
- 太子道西
- 蘭開夏道
- 衙前圍道
- 喇沙利道
- 延文禮士道

## 區議會
根據九龍城區選區分界圖，九龍仔橫跨兩個選區：太子及九龍塘
| 選區   | 屬於九龍仔的範圍                 |
| 太子   | 太子道西以北、窩打老道以東的地區 |
| 九龍塘 | 聯合道以南、窩打老道以東的地區   |

## 外部連結
- 九龍仔的變遷